# Néró (opera, Mascagni)
A Néró (olaszul Nerone) Pietro Mascagni háromfelvonásos operája. A mű librettóját Giovanni Targioni-Tozzetti írta Pietro Cossa azonos című komédiája, valamint Rocco De Zerbi Vistilia című novellája alapján. 1935. január 16-án mutatták be a milánói La Scala operaházban. Magyarországon még nem játszották.

## A mű keletkezésének története
Giovanni Targioni-Tozzetti és Guido Menasci, a Parasztbecsület librettistái már 1891-ben, nem sokkal közös művük átütő sikere után javasolták Mascagninak Pietro Cossa komédiájának megzenésítését. A zeneszerző jól ismerte a művet, hiszen Itália több színháza is telt házakkal játszotta. Vonzotta Cossa feldolgozásában a véreskezű uralkodó, egyszersmind amatőr költő és tehetségtelen alkalmi színész vígjátékban való szerepeltetése, mert emberi gyarlóságai bemutatásával zsarnokként is nevetségessé válik. Végül mégsem látott neki a komponálásnak és egy időre a terv is feledésbe merült. Amikor azonban 1900-ban megjelent Arrigo Boito azonos című operája, a téma újra felkeltette Mascagni érdeklődését. Arra kérte a szövegírópárost, hogy De Zerbi művét, a Vistiliát válasszák vezérfonalnak, abba építve Cossa darabjának egyes fordulatait. Menasci 1925-ben meghalt, anélkül, hogy a szövegkönyvet befejezték volna. A művet végül Targioni-Tozzetti egyedül fejezte be. A partitúra 1934-re készült el, de egy színház sem vállalkozott a színrevitelére, valószínűleg azért, mert féltek a hatalmon levő fasiszták esetleges retorzióitól. Végül a La Scala vállalkozott a bemutatóra.  A közönség fogadtatása kedvező, a kritikáké erősen megoszló volt, utóbbiak között azonban több volt az elmarasztaló, mint a dicsérő. Olaszországban több városban is bemutatták, az országon kívül csak Zürichben. Hosszú idő után, 1986-ban a Holland Rádió vállalkozott Utrechtben, koncertelőadáson történő bemutatására. Máig ez az opera egyetlen felvétele.

## Szereplők
| Szereplő                                        | Hangfekvés |
| ----------------------------------------------- | ---------- |
| Néró császár                                    | tenor      |
| Atte, felszabadult rabszolga                    | szoprán    |
| Egloge, görög táncosnő                          | szoprán    |
| Menecrate, színpadi szerző, Néró barátja        | bariton    |
| Clivius Rufus, a szenátus elnöke                | basszus    |
| Vinicius, a praetorium prefektusa               | bariton    |
| Icelus, centurio                                | tenor      |
| Phaontis, Néró felszabadított szolgája          | tenor      |
| Epafroditus, Néró másik felszabadított szolgája | bariton    |
| Babilus, asztrológus                            | basszus    |
| Mucronus, tavernatulajdonos                     | basszus    |
| Nevius, pantomimtáncos                          | tenor      |
| Petronius, öreg gladiátor                       | bariton    |
| Eulogius, rabszolga-kereskedő                   | basszus    |
| Egy pásztor                                     | tenor      |

## Cselekmény
- Helyszín: Róma
- Idő: a császárság korában, Nero uralkodásának idején

### Első felvonás
Egy Róma környéki tavernában Nevius, Petronius és Eulogius poharazgatás közben a birodalom jövőjéről beszélgetnek. Egy kimerült rabszolganő, Egloge érkezik meg, nyomában Néróval és Menecrateval, valamint a felszabadított rabszolgákból lett testőreikkel. A férfiak láthatóan üldözik a lányt, amire a kocsmázók, nem ismervén föl az erőszakoskodókat, védelmükbe veszik. Nagy verekedés tör ki, amelyben Eulogius földhöz vágja a császárt. Menecrate erre felfedi a vesztes kilétét. A verekedők megrettenve az esetleges büntetéstől, pánikszerűen elfutnak. A császárt nem zavarja az incidens, bort kér és mámoros állapotában szavalni kezd. Ekkor egy felszabadított rabszolgalány, Atte lép a császárhoz és elmondja neki, hogy szerelmes belé, de azt is hozzáteszti, hogy az iménti viselkedés nem méltó egy császárhoz. Néró halállal fenyegeti a lányt, de látva bátorságát, megkegyelmez neki. Minden jelenlévő elcsodálkozik, hogy a császár alulmaradt egy alattvalójával szemben, sőt azt is furcsán nézik, hogy Menecraténak kell kisegítenie a kocsmából az ittas uralkodót.

### Második felvonás
Néró Babilustól, az asztrológustól érdeklődik sorsa felől. Az asztrológus sok szenvedést, a várost és a birodalmat sújtó közeli viszályt lát és megjósolja, hogy egy órával saját halála után a császár is meg fog halni. A nem várt válasz miatt a császár haragra lobban és kivégezteti Babilust. Rögtön ezután Eglogét hívatja. Első látásra beleszeretett a lányba, palotájába hozatta és szabadságot ígérve a számára, ágyasává kívánja tenni. Mielőtt azonban hálószobájába térhetnének, Atte tör rájuk. Előbb menekülésre biztatja a görög lányt, majd látva tanácstalanságát, kést ránt, hogy megölje. Nérónak azonban sikerül a kést kicsavarnia a kezéből és elhárítani a gyilkosságot.

### Harmadik felvonás
Néró fényes lakomát tart, amelyen saját költeményeit szavalja. Atte észrevétlenül gyorsan ölő mérget tesz Egloge poharába. A lány gyanútlanul megissza italát és azonnal meghal. Atte Nérónak is hasonló sorsot szán. Azt akarja, hogy nagy uralkodóként maradjon meg az emberek emlékezetében és ne élje meg a birodalom maga okozta pusztulását. Közbeszól azonban a sors. Phaontis aggasztó hírekkel érkezik: a szenátus Nérót a haza ellenségének nyilvánította és Galbát választotta Róma helytartójává. Az új vezér seregei élén máris elindult Róma felé. Néró és tivornyázó társai menekülni kényszerülnek. A császár Phaontis vidéki villájába menekül. Galba legionáriusai azonban megtudják tartózkodási helyét és utána erednek. Atte öngyilkosságot követ el, nem akar Galba katonáinak áldozata lenni és reméli, hogy a császár is hasonlóan cselekedik majd, megmenekülve a megaláztatástól. Nérónak erre azonban nincs bátorsága. Amikor Galba legionáriusai betörik az ajtót, Phaontis leszúrja a császárt, így legalább uralkodóként érte a halál és nem elítéltként.

## Híres áriák, kórusművek
- Entra fanciulla - Néró és Egloge kettőse (második felvonás)
- Gloria, Nerone, gloria - kórus (harmadik felvonás)
- Quando al soave anelito - Néró Vénusz-imája (harmadik felvonás)
- Tu soffri, o mio tesoro - Néró és Egloge kettőse (harmadik felvonás)
- Perché m’innamorai d’un uomo tanto - Atte búcsúáriája (harmadik felvonás)